# Salvatore Totino
Salvatore Totino (Brooklyn, 2 de novembro de 1964) é um diretor de fotografia estadunidense, conhecido por suas colaborações com o diretor Ron Howard.  Ele foi convidado a ingressar na AMPAS em 2006, e é membro da Sociedade Americana de Cinematógrafos (ASC) desde 2007 e da Sociedade Italiana de Cinematógrafos desde 2011. Além de longas-metragens, ele gravou vários videoclipes e comerciais de televisão.

## Filmografia

### Cinema
| Ano  | Título                        | Diretor               | Notas        |
| ---- | ----------------------------- | --------------------- | ------------ |
| 1999 | Um Domingo Qualquer           | Oliver Stone          |              |
| 2002 | Fora de Controle              | Roger Michell         |              |
| 2003 | Desaparecidas                 | Ron Howard            |              |
| 2005 | A Luta pela Esperança         | Ron Howard            |              |
| 2006 | O Código Da Vinci             | Ron Howard            |              |
| 2008 | Frost/Nixon                   | Ron Howard            |              |
| 2009 | Anjos e Demônios              | Ron Howard            |              |
| 2011 | O Dilema                      | Ron Howard            |              |
| 2012 | People Like Us                | Alex Kurtzman         |              |
| 2015 | Evereste                      | Baltasar Kormákur     |              |
| 2015 | Um Homem entre Gigantes       | Peter Landesman       |              |
| 2016 | Inferno                       | Ron Howard            |              |
| 2017 | Homem-Aranha: De Volta ao Lar | Jon Watts             |              |
| 2018 | Caixa de Pássaros             | Susanne Bier          |              |
| 2020 | The Tax Collector             | David Ayer            |              |
| 2021 | Space Jam: Um Novo Legado     | Malcolm D. Lee        |              |
| 2023 | 65                            | Scott BeckBryan Woods | Pós-produção |
| 2022 | Ghosted                       | Dexter Fletcher       | Filmando     |

### Televisão
| Ano  | Título    | Notas |
| ---- | --------- | ----- |
| 2022 | The Offer |       |

### Videoclipes
| Ano  | Título                           | Artista                  | Diretor       | Notas |
| ---- | -------------------------------- | ------------------------ | ------------- | ----- |
| 1993 | "Why Must We Wait Until Tonight" | Tina Turner              | Peter Care    |       |
| 1994 | "Spoonman"                       | Soundgarden              | Jeff Plansker |       |
| 1994 | "Lightning Crashes"              | Live                     | Peter Care    |       |
| 1994 | "What's the Frequency, Kenneth?" | R.E.M.                   | Peter Care    |       |
| 1995 | "It's Good to Be King"           | Tom Petty                | Jake Scott    |       |
| 1995 | "Secret Garden"                  | Bruce Springsteen        | Peter Care    |       |
| 1996 | "Burden in My Hand"              | Soundgarden              | Peter Care    |       |
| 1996 | "Mother Mother"                  | Tracy Bonham             | Peter Care    |       |
| 1997 | "Staring at the Sun"             | U2                       | Jake Scott    |       |
| 1998 | "Fake Plastic Trees"             | Radiohead                | Jake Scott    |       |
| 1998 | "Industrial is Dead"             | Fine com Ashley Hamilton | Jordan Scott  |       |